# Orchestre des concerts Straram
L'Orchestre des concerts Straram est un orchestre symphonique français basé à Paris, créé en 1925 et dissous en 1933.

## Historique
L'orchestre des concerts Straram est créé en 1925 à l'initiative du chef d'orchestre français Walther Straram qui l'a dirigé jusqu'à son décès en 1933. Son fonctionnement dépendait du mécénat privé. Il était composé des meilleurs éléments des autres orchestres parisiens. Son répertoire était essentiellement consacré aux musiciens de cette époque et il a créé de nombreuses œuvres.

## Créations mondiales ou premières auditions en France
Parmi les créations mondiales et premières auditions en France dues à l'orchestre Straram, figurent :
- Kammerkonzert d'Alban Berg (1re audition, 1927) ;
- Le Bal vénitien de Claude Delvincourt (1930) ;
- Kammermusik no 2, pour piano et orchestre de Paul Hindemith (1re audition, 1929) ;
- Kammermusik no 7, pour orgue et orchestre de Paul Hindemith (1re audition, 1930) ;
- Les Offrandes oubliées d'Olivier Messiaen (19 février 1931) ;
- Hymne d'Olivier Messiaen (13 mars 1933) ;
- Agamemnon de Darius Milhaud (1927) ;
- Boléro de Maurice Ravel (22 novembre 1928) ;
- Rapsodie pour violoncelle de Jean Rivier (1928), avec Emmanuel Feuermann au violoncelle ;
- Prélude, marine et chansons de Guy Ropartz (1931) ;
- Concert pour petit orchestre, op.34 d'Albert Roussel (5 mai 1927, œuvre dédiée à Walther Straram) ;
- Petite Suite, d'Albert Roussel (6 février 1930) ;
- Passacaille, d'Anton Webern (1re audition, 1927) ;
- Cinq pièces pour orchestre, op. 10, d'Anton Webern (1re audition, 1929).

## Concerts mémorables
- L'Anneau du Nibelung, dirigé par Franz von Hoesslin au Théâtre des Champs-Élysées (1929, premières représentations en langue allemande en France)[3].